# Munna
Munna – film w języku telugu, na podstawie scenariusza i w reżyserii debiutanta Vamshiego Paidipally’ego. W roli tytułowej Prabhas, znany z Chatrapati. Jego przeciwnika gra Prakash Raj. Film miał premierę 2 maja 2007.

## Fabuła
Hajdarabad. Munna (Prabhas) to sierota wychowany w domach dziecka. Dzięki wytrwałości, ambicji i pomocy opieki społecznej dostaje się na studia. W tym samym mieście mieszka bezwzględny biznesmen Khakha (Prakash Raj). Jego fabryki zanieczyszczają miejscowe rzeki, jednak ma on poparcie niektórych polityków i dzięki temu jest nietykalny.
Pewnego dnia Munna zadziera z synem przemysłowca, Rahulem. W odwecie Khakha nasyła na niego swoich ludzi. Kolejny raz Munna wchodzi w drogę biznesmena, gdy ginie polityk, który chciał zamknąć fabryki. Spotkanie Munny i Khakhi to punkt zwrotny filmu.

## Muzyka
| Tytuł             | Wykonawca                 |
| ----------------- | ------------------------- |
| Vastaava Vastaava | Kay Kay, Shalini          |
| Koncham Koncham   | Kailash Kher, Sujatha     |
| Chammakkuro       | Karthik, Anushka, Blaze   |
| Baga Baga         | Shankar Mahadevan         |
| Kadhulu Kadhulu   | Kay Kay                   |
| Manasa            | Sadhna Sargam, Haricharan |